# レオナルド S.p.A
レオナルド（イタリア語: Leonardo S.p.A.）は、防衛、安全保障、航空宇宙の分野で活動するイタリアの企業。
現在、イタリアでは第2位、先進技術に関しては第1位の産業グループである。航空分野、民間・軍用航空機分野ではヨーロッパのリーダーで、電子工学では世界でもトップクラスに位置する。宇宙分野はBAEシステムズと協業しヨーロッパ第1位、防衛電子分野ではヨーロッパおよび西洋で第2位。防衛システムおよび安全保障システムの分野ではヨーロッパのトップ企業になりつつある。
事業所は100カ所以上あり、2018年の従業員数は約5万1400人で、そのうち約3分の1がイギリス・アメリカ合衆国を中心にイタリア国外に在籍している。

## 沿革
1948年にIRI（産業復興公社）によって、IRIの機械工業と造船業の株式投資のために、フィナンツィアリア・メッカニカ・フィンメッカニカ株式会社（Finanziaria Meccanica – Finmeccanica S.p.A）として設立された。当初は、アンサルド、アルファロメオ、サン・ジョルジョ、サンテウスターキオ、ナヴァルメッカニカ、カンティエーリ・ナヴァーリ・デッラドリアーティコを収容する会社として始まった。
2000年6月には、50億ユーロ以上の株式が市場に売り出され、フィンメッカニカ株式会社（Finmeccanica S.p.A）として民営化された。株式の7割は公開株式となる一方、イタリア経済財務省が現在に至るまで約3割の株式を保持している。
2015年2月24日、鉄道車両を製造する子会社のアンサルドブレーダ（日立レールイタリアを経て、現：日立レールS.p.A.）を日立製作所に売却した。
2016年4月28日には、社名を「レオナルド（Leonardo S.p.A.）」に変更すること、およびその準備段階として社名を「レオナルド・フィンメッカニカ（Leonardo-Finmeccanica S.p.A.）」に変更することが発表された。この新社名は、レオナルド・ダ・ヴィンチから付けられ、2017年1月1日に現社名へと変更された。フィンメッカニカ時代は自動車製造、造船、鉄道を含む工業製品を手掛けてきたが、レオナルドとなった現在は事業再編により、防衛・安全保障や航空宇宙の分野に特化している。
2025年7月9日、スウェーデンのサイバーセキュリティ企業であるAxiomaticsを買収した。

## グループ企業
2016年1月1日、下記の企業グループは本社に吸収・再編され、4つのセクター（ヘリコプター、航空、電子機器・防衛＆セキュリティシステム、宇宙）とその傘下の7つのディビジョン（ヘリコプター、航空機、航空関連機器、機上レーダおよび宇宙システム、陸上・海上防衛用電子機器、防衛システム、セキュリティおよび情報システム）に移行した。売上としては、電子機器、防衛システム、安全保障システム部門が最大で4割以上であり、ヘリコプター部門が約3割、航空宇宙部門が2割強となっている。

### セクター[8]

#### 航空機
レオナルド・フィンメッカニカは民間・軍用航空機、新世代自動操縦航空機および民間・軍用航空関連機器を製造している。訓練用航空機および関連地上支援サービスの開発・製造に関してはリーディング企業である。「ユーロファイター」プログラムには36%の持ち分（アビオニクスおよびシステムを含む）で参加しており、リージョナルターボプロップ機を製造する「ATR」ジョイントベンチャーの50%を保有（残り50%はエアバスグループが保有）しているほか、「スーパージェットインターナショナル」ジョイントベンチャーの51%を保有（残り49%はSCAC-スホーイ・シビル・エアクラフト・コーポレーション)。

#### ヘリコプター
レオナルド・フィンメッカニカは、子会社の「アグスタウェストランド」を中心にヘリコプターの設計、開発、点検、整備、サポートおよび商業化を手掛けている。ヘリコプターのレンジは徹底的に網羅されており、商業用、公益用、安全保障用、防衛用が含まれる。生産機の重量カテゴリは1.8トンの単発エンジン機から16トンのスリーエンジン機まで幅広くカバーされている。すべてのヘリコプターは、数種の軍事専用機（NH90、スーパーリンクス300およびAW159）を除き軍民両用に高く適応している。

#### 電子機器、防衛システム、安全保障システム
レオナルド・フィンメッカニカは、防衛・航空宇宙システム、安全保障および情報保護システム、インフラ・領土保護システムを実現している。インフラおよびシステムの管理関連情報を扱う安全コミュニケーションネットワークおよびソリューションの開発と同様、航空交通および船舶交通管制システム、国境および領海監視・防衛システムも実現。供給されるサービスには、インテリジェンスおよびサイバーセキュリティー面での情報管理を含む情報インフラの設計と管理が包括される。また、レオナルド・フィンメッカニカは艦砲射撃システム、装甲車および潜水システムの設計、開発および製造分野でも活動している。電子機器・防衛システム・安全保障システムの分野では米国籍の子会社DRSテクノロジーズおよびジョイントベンチャーであるMBDAを通じてミサイルおよびミサイルシステムの製造分野で活動している（資本参加率25％、残存37,5%エアバスグループ、37,5%BAE  システムズ）。

#### 宇宙
タレス・アレニア・スペース（タレス67%、レオナルド・フィンメッカニカ33%）を通じ、レオナルド・フィンメッカニカは、ナビゲーション、通信、気象、環境監視、防衛、科学ミッションおよび地球観測用の人工衛星システムの開発・製造活動を行っている。一方テレスパツィオ（レオナルド・フィンメッカニカ67%、タレス33%）は地球観測、ナビゲーション、インテグレーテッドコネクティビティおよび付加価値的衛星および衛星システムの管理に関し、主要オペレーターのうちに数えられている。

### ジョイントベンチャーおよび資本参加
レオナルド・フィンメッカニカは、子会社およびジョイントベンチャーに関し、グループリーダー会社およびコーポレートセンターとしての機能を保持している。
- アメリカ国籍子会社DRSテクノロジーズ： 軍、インテリジェンス機関、防衛機関を対象とした製品、サービス、統括サポートの供給活動。
- MBDA: BAEシステムズおよびエアバスグループとともに設立したミサイルシステムを扱うジョイントベンチャー。
- テレスパツィオおよびタレス・アレニア・スペース：「スペースアライアンス」の領域内でタレスとともに設立したジョイントベンチャー2社。それぞれ、人工衛星サービス、また人工衛星・地球軌道インフラの製造を手掛ける。
- ATR：エアバスグループとともに設立したジョイントベンチャーで、リージョナル航空機実現を手掛けている。

## 日本におけるレオナルド S.p.A
子会社のアグスタウェストランドの日本法人が2008年、東京に開設されている。商業用・公益用および防衛用のヘリコプターを扱っており、これまでAW169やAW189の商業用ヘリコプターの納入実績を持つ。また海上自衛隊向けの艦載砲を、1990年以来継続して納入している。2022年12月に日英伊政府が合意したグローバル戦闘航空プログラムにおいて、開発を行うJVの中核を日本の三菱重工業・イギリスのBAEシステムズと共に担うとされる。